# Erich Deppner
Erich Deppner, född 8 augusti 1910 i Neuhaldensleben, död 13 december 2005 i Anzing, var en tysk jurist och SS-Sturmbannführer. Under andra världskriget var han chef för Gestapo i Haag i det av Tyskland ockuperade Nederländerna. För en kort tid var han kommendant för koncentrationslägret i Westerbork.

## Biografi
Deppner studerade rättsvetenskap vid universiteten i Marburg, München och Halle.
År 1940 knöts han till Reichssicherheitshauptamt, Tredje rikets säkerhets- och underrättelseministerium. I maj 1940 ockuperade Tyskland Nederländerna och Sicherheitspolizei (Sipo) och Sicherheitsdienst (SD) installerade sitt högkvarter i Haag. Deppner blev chef för avdelningen för bekämpning av politiska motståndare. I april 1942 kallades Deppner till Hanns Albin Rauter, Högre SS- och polischef i Nederländerna. Denne gav Deppner i uppdrag att avrätta 65 sovjetiska krigsfångar som befann sig i ett transitläger i Amersfoort och Deppner rekryterade fyra SS-män till ett exekutionskommando. Krigsfångarna fördes i lastbilar till ett skogsområde, där de vid en färdigställd grav sköts med nackskott. Deppner sköt några av fångarna själv.
I juli 1942 utnämndes Deppner till kommendant för koncentrationslägret i Westerbork. Han var ansvarig för den första deportationen av nederländska judar från Westerbork till Auschwitz.
Genom terror- och sabotagelagen, Niedermachungsbefehl, av den 30 juli 1944 underställdes inte motståndskämpar längre Wehrmacht utan avrättades omgående eller lämnades över SD. Deppler lät i augusti och september 1944 avrätta 450 nederländska motståndsmän och -kvinnor.
Deppner återvände till Tyskland i början av 1945 och sattes in i Wehrmacht. Han togs till fånga av Röda armén och tillbringade fem år som krigsfånge. Efter hemkomsten arbetade han för Organisation Gehlen, varur Bundesnachrichtendienst grundades 1956.
I januari 1964 ställdes Deppner inför rätta inför Landgericht München I. Han åtalades för avrättningen av de 65 sovjetiska krigsfångarna i Amersfoort i april 1942, men ansåg sig endast ha lytt Rauters order. Domstolen hade inte möjlighet att vederlägga Deppners utsagor, då Rauter hade avrättades 1949. Domstolen frikände Deppner.